# Mario Artist
Mario Artist (яп. マリオアーティスト) — набор из трех игр и одного интернет-приложения для Nintendo 64: Paint Studio, Talent Studio, Polygon Studio и Communication Kit. Приложения были разработаны для Nintendo 64DD с целью превратить консоль в мультимедийную систему. Набор был выпущен в Японии 11 декабря 1999 года.
Paint Studio, имевшая рабочее название Mario Paint 64, была задумана как продолжение Mario Paint (1992). По мнению редакции IGN, Talent Studio была киллер-приложением Nintendo 64DD.